# Histoire fictive de Star Wars
Cet article décrit la chronologie des évènements se déroulant dans l'univers fictif de Star Wars, saga de science-fiction créée par George Lucas. 
Dans l'univers de Star Wars, le point 0 correspond à la bataille de Yavin (BY). Les faits relatés les plus tardivement à ce jour se déroulent durant l'an 137. En dehors des faits relatés dans les films de la saga conçue par George Lucas, les autres faits appartiennent à l'univers étendu. Depuis 2014, une partie de cet univers a été renommée Star Wars Légendes, et ne fait plus partie du canon officiel. La chronologie officielle postérieure aux évènements se déroulant dans l'épisode VI : Le Retour du Jedi est par conséquent différente de ce qui est raconté dans l'univers Légendes.

## Chronologie officielle

### −32: Bataille de Naboo
Cette bataille trouve son origine dans la taxation des routes commerciales que Finis Valorum, le Chancelier suprême de la République, fait adopter par le Sénat galactique, sous l'influence du sénateur de Naboo, Palpatine. Le but principal de cette loi est de dégager des recettes pour les redistribuer aux régions périphériques de la Galaxie, souvent pauvres. Mais ce n'est pas le seul but, la République pourra ainsi mieux contrôler ces régions lointaines, laissées aux grandes organisations commerciales notamment la Fédération du commerce. Ces grandes organisations sont très mécontentes de cette décision, devant supporter cet impôt en plus des attaques des pirates, des contrebandiers et des terroristes. En guise de compensation, elles obtiennent l'autorisation de se constituer une armée droïde pour défendre leurs convois. Mais comme constituer une armée est à leurs frais, cette décision ne suffit pas à effacer leur mécontentement.
Pour forcer le Sénat à négocier le retrait de la loi, la Fédération du commerce et ses alliés entament le blocus de Naboo. La Fédération est en réalité sous l'influence d'un homme mystérieux qui se fait appeler Sidious. Après l'échec de l'assassinat des deux Jedi envoyés par le Sénat pour négocier, Qui-Gon Jinn et son apprenti Obi-Wan Kenobi, Sidious ordonne l'invasion de la planète. Les Naboo, faiblement armés, sont vite défaits. Avec l'aide des Jedi, la reine Amidala force le blocus pour aller sur Coruscant informer le Sénat des événements. C'est là que, frustrée par les atermoiements du Chancelier, et conseillée par son sénateur Palpatine, elle fait voter une motion de censure pour le renverser.
C'est au cours du voyage vers la capitale que les Jedi découvrent le jeune Anakin Skywalker sur Tatooine. Ils le prennent avec eux pour le former.
De retour sur sa planète, la Reine s'associe à Boss Nass, roi des Gungans, pour repousser par les armes la Fédération. Traditionnellement opposés, les deux peuples se réconcilient face à cette menace sur leur planète commune. La bataille se déroule sur trois théâtres : dans une plaine, les Gungans affrontent l'armée droïde ; au même moment les chasseurs Naboo auxquels se joint Anakin attaquent le vaisseau amiral droïde, en orbite autour de la planète ; un dernier groupe, composé des Jedi, de la Reine et de militaires Naboo, s'infiltre dans la capitale Theed. Dans la plaine, les Gungans sont vaincus et faits prisonniers, jusqu'à ce qu'Anakin ne parvienne à détruire le vaisseau amiral droïde, désactivant toute leur armée et brisant le blocus. À Theed, les Jedi affrontent Dark Maul, disciple de Sidious. Maul tue Qui-Gon Jinn, avant d'être coupé en deux et laissé pour mort par Obi-Wan. Anakin devient l'apprenti d'Obi-Wan et Palpatine est élu nouveau Chancelier.
La même année, le Jedi Sifo-Dyas est assassiné par le comte Dooku qui prend son identité et passe commande, au nom de la République, d'une armée de clones auprès des officiels de la planète Kamino.

### −22 à −19: Guerre des clones

#### −22: Bataille de Géonosis
La première bataille de Géonosis est aussi la première de la guerre des clones. Elle oppose la Confédération des systèmes indépendants séparatiste et son armée droïde à la République et son armée de soldats clones dirigée par les Jedi. Elle suit la naissance de la CSI ; en effet, les différents leaders séparatistes accompagnés d'une partie de leur armée venaient à peine de donner par leur accord historique naissance à la CSI, sous l'égide du Comte Dooku, apprenti de Dark Sidious.
Les Jedi Obi-Wan Kenobi et Anakin Skywalker ainsi que la sénatrice Padmé Amidala ont été condamnés à mort par le comte Dooku, comme espions ayant refusé de rejoindre les rangs de la Confédération des systèmes indépendants. Dans l'arène de Petranaki, les trois héros ont été attachés à des piliers alors que trois créatures s'approchent pour les tuer. Anakin, Padmé et Obi-wan arrivent quelque peu à se tirer des griffes de leurs adversaires. Mais ils se font arrêter par des droïdekas dans leur tentative de fuite. Alors que les Séparatistes s’apprêtent à exécuter leurs prisonniers dans l’arène de Poggle le Bref, archiduc de la planète, le maître Jedi Mace Windu et environ 200 autres Jedi l'accompagnant viennent à la rescousse.

#### −19: Bataille de Coruscant, ordre 66 et avènement de l'Empire galactique
L'une des batailles les plus meurtrières de toute la guerre des Clones est aussi celle aux objectifs les plus complexes et secrets, à plusieurs niveaux. Les défenseurs républicains comprirent vite que l'objectif des membres de la Confédération des systèmes indépendants n'était pas la conquête du monde-capitale Coruscant, mais l'enlèvement du Chancelier Suprême Palpatine. L'attaque ne fut qu'une grande opération de diversion pour une opération commando encore plus osée, en direction du 500 Républica (quartier huppé de Coruscant où se trouve la plupart des organes de gouvernement de la République galactique, notamment le Sénat ou la Chancellerie).
Durant toute la guerre, Palpatine utilisa le conflit comme étant un prétexte pour concentrer un nombre sans cesse plus grand de pouvoirs politiques entre ses mains au détriment du Sénat. Après la mort du Comte Dooku, les maîtres Jedi Yoda, Obi-Wan Kenobi et Mace Windu envisagèrent la possibilité de mettre aux arrêts le Chancelier si ce dernier refusait de rendre les pleins pouvoirs exceptionnels au Sénat, à l'issue de la guerre. À la suite de la mort du Général Grievous, chef des armées séparatistes, alors que Mace Windu s'apprêtait à se rendre aux bureaux de la Chancellerie pour s'assurer que Palpatine allait bien rendre ses pouvoirs, Anakin Skywalker fit part au Maître Jedi de sa terrible découverte de la double identité de Palpatine : le Chancelier venait de révéler au jeune Skywalker qu'il était en réalité Dark Sidious, le Seigneur Noir des Sith. Face à cette nouvelle catastrophique, Mace Windu prit la décision d'aller arrêter Palpatine avec trois autres membres du Conseil Jedi. Cette tentative d'arrestation se solda par la mort des quatre jedi et par la conversion d'Anakin Skywalker. À la suite de son duel contre Windu et la conversion du jeune jedi au côté obscur de la Force, Palpatine déclara les Jedi « ennemis de la République » et déclencha l'Ordre 66 par lequel la quasi-totalité de l'Ordre Jedi fut anéantie par la Grande Armée de la République.
Par la suite, lors d'une déclaration solennelle devant le Sénat, le Chancelier justifia sa décision de faire traquer et exterminer l'ensemble des chevaliers Jedi en invoquant leur tentative d'assassinat contre sa personne, et donc contre la République tout entière. Sous les applaudissements des sénateurs en grande partie convaincus de la véracité de ces accusations, il annonça la réorganisation de la République sous la forme d'un Empire qui assurerait pour toujours la stabilité, l'ordre et la sécurité dans la Galaxie. Un vote du Sénat ne tarda pas à offrir à Palpatine le titre d'Empereur galactique, ainsi que les rares pouvoirs qui lui manquaient encore. Après plus de dix ans d'attente, Dark Sidious avait enfin accompli la revanche des Sith.

### -1 à 5: Guerre Civile Galactique

#### -1: Bataille de Scarif
Peu avant la bataille de Yavin, des cellules de résistance s'unissent lors du traité corellien pour former l'Alliance pour la restauration de la République, mieux connu sous le nom d'Alliance rebelle. Elle réussit à se constituer les bases d'une flotte de vaisseaux ainsi qu'une armée de vétérans. Les premiers affrontements ont lieu dans les systèmes Jedah, Eadu et Scarif pour récupérer les plans de l'Étoile de la mort. Cette dernière planète est le théâtre d'un affrontement de grande ampleur entre les flottes rebelle et impériale. L'Empire y remporte une victoire tactique mais les Rebelles parviennent à s'emparer des plans.

#### Bataille de Yavin
Leia Organa s'enfuit avec ces plans mais elle est interceptée par le vaisseau de Dark Vador dans l'orbite de Tatooine. Cependant, elle réussit à envoyer R2-D2 avec les plans et C-3PO pour mission de trouver Obi-Wan Kenobi. Ils réussissent leur mission et lui transmettent un message de Leia lui demandant d’apporter ces plans à son père adoptif Bail Organa sur Alderaan. Leia est emprisonnée sur l'Étoile de la mort et torturée pour dévoiler où se trouve la base secrète des Rebelles. Malgré les violences, elle ne dévoile rien. Le grand moff Tarkin ordonne alors la destruction d'Alderaan, pour la faire changer d'avis, mais sans succès. Obi-Wan embarque avec les droïdes en entrainant Luke Skywalker, le fils caché de Dark Vador, dans le Faucon Millenium piloté par Han Solo et Chewbacca. Quand ils arrivent près du lieu de la destruction d'Alderaan, ils se font capturer par l'Étoile de la mort. Ils réussissent à sauver Leia mais Obi-Wan se laisse tuer par Dark Vador. Tandis qu’ils se dirigent vers la base rebelle sur Yavin 4, un mouchard est placé sur le Faucon Millenium.
Après analyse des plans, l'Étoile de la mort présente une faille, un conduit d'aération de deux mètres de large. Mais la station entre au même moment dans le système de Yavin et se trouve à portée de tir dans quelques minutes.
L'Alliance Rebelle mène donc une attaque composée de X-wing et Y-wing. Le but des pilotes est de tirer dans le conduit d'aération afin de déclencher une réaction en chaîne et la destruction de la station. Après quelques tentatives manquées, Luke Skywalker réussit grâce à la Force à tirer dans le conduit et à détruire l'Étoile de la mort. 
La bataille de Yavin est un sérieux revers pour l'Empire qui perd de nombreux vaisseaux et de nombreux soldats dont les meilleurs officiers présents sur la station lors de sa destruction.

#### 3: Bataille de Hoth
L'Empire chercha la nouvelle base secrète des Rebelles dans toute la galaxie jusqu'à ce qu'une sonde impériale réussît à trouver le repaire. Dark Vador avec l'Executor attaqua la base rebelle mais l'incapacité de l'Amiral Ozzel ne permit pas de la bombarder. Dark Vador l'exécuta et attaqua la Base Echo par voie terrestre. Même si cette bataille marqua la défaite des Rebelles, l'Empire en sortit une nouvelle fois bredouille car aucun haut gradé ne fut capturé, de nombreux convois réussirent à forcer le blocus de la flotte impériale et la flotte rebelle était cachée ailleurs.

#### 4: Bataille d'Endor
Ayant appris le lieu de la construction de la Seconde Étoile de la Mort et le fait que l'empereur Palpatine superviserait sa construction, l'Alliance rebelle l'attaqua pour détruire l'Empire. Les rebelles devaient tout d'abord détruire le bouclier situé sur la Lune forestière d'Endor, puis pénétrer dans la structure de la station et détruire le générateur de l'Étoile de la Mort, ce qui engendrerait sa destruction.
Malheureusement, les rebelles réalisèrent trop tard qu'ils étaient tombés dans un piège tendu par l'empereur pour annihiler l'Alliance. Les rebelles situés sur Endor sont surpris par l'arrivée supplémentaire de troupes impériales et doivent engager un combat qui retarde la destruction du générateur de l'Étoile de la Mort. Pendant ce temps, la flotte rebelle ne peut attaquer l'Étoile de la Mort tant que le bouclier reste actif ; l'armement de l'Étoile de la Mort, les destroyers stellaires et l'Executor empêchent toute fuite possible à la flotte qui doit engager le combat et tenir jusqu'à ce que le générateur de bouclier de la station spatiale soit détruit. Luke Skywalker est, pendant ce temps, emmené devant l'Empereur par son père Dark Vador, dans la station. L'empereur tente de faire basculer Luke du Côté Obscur, tandis que ce dernier tente de ramener son père vers le Côté Lumineux, sans succès.
Grâce à l'aide des Ewoks, les rebelles sur Endor réussissent à détruire le bouclier. Les chasseurs rebelles engagent, dès lors, l'assaut de l'Étoile de la Mort ; la flotte rebelle détruit l'Executor et de nombreux bâtiments impériaux pour gagner un maximum de temps. Dans la station, l'empereur, voyant que Luke ne basculera pas vers le Côté Obscur, décide alors de le tuer par l'éclair de la Force ; mais Vador, voyant son fils en train d'être tué, redevient Anakin Skywalker et sauve son fils en blessant grièvement Palpatine, au prix de sa vie. Luke parvient à sortir de la station avec son père agonisant in extremis, tandis que les rebelles détruisent la Seconde Étoile de la Mort.

### 4 à 34: La Nouvelle République
Après la victoire de la bataille d'Endor, l'Alliance rebelle devient la Nouvelle République et instaure un nouveau sénat galactique sur Chandrila. Mais l'Empire galactique n'est pas mort, les vestiges de l'Empire menèrent de nombreuses batailles pour tenter d'écraser la nouvelle république.

#### 5: Bataille de Jakku.
L'Empire galactique n'est pas mort, quelques bâtiments non présents lors de la bataille d'Endor existent et continuent de combattre. En l'an 5 démarre la bataille de Jakku et l'Empire est alors battu. Un traité, celui de Concordance Galactique, est signé. Ce traité valide les territoires occupés par l'Empire et la Nouvelle République sauf Coruscant qui est récupéré par la Nouvelle république. Le Sénat ne siège pas sur Coruscant pour que toutes les populations soit représentées par celui-ci, il est mobile et voyage entre les différents systèmes.

#### 28: Découverte du Premier Ordre
Leia Organa découvre que des extrémistes nostalgiques de l'Empire constituent une armée, illégale. Elle prévient le Sénat qui a appris entre-temps que Luke et Leia sont les enfants de Dark Vador et remet alors en cause le rôle de Luke dans la victoire de la Rébellion face à l'Empire. Leia, inquiète alors de cette naissance du Premier Ordre, quitte la République et forme la Résistance. Lorsque le Sénat reçoit de nouvelles preuves, il est trop tard : le Premier Ordre tire sur le système hosnien où siège alors le Sénat.

### 34: Bataille de la base Starkiller, de D'Quar, et de Crait
La Nouvelle République doit faire face au Premier Ordre, né des ruines de l'Empire galactique. 
Finalement, la Nouvelle République est éradiquée avec la destruction de Hosnian Prime par un tir depuis Starkiller, base principale du Premier Ordre. La Résistance envoie alors une escouade de X-Wings, menée par leur meilleur pilote Poe Dameron. Après une bataille féroce, ils réussissent à détruire la base Starkiller. Han Solo est tué par son fils Kylo Ren.
La Résistance évacue sa base de D'Quar. Les chasseurs menés par le commandant Poe Dameron attaquent la flotte du Premier Ordre et parviennent à détruire un destroyer mais au prix de l'intégralité des bombardiers. 
La flotte est attaquée par une flotte de croiseurs et par le destroyer de Snoke. Leia et l'amiral Holdo rapatrient les passagers des frégates sur le croiseur avant de prendre les navettes et de fuir sur Crait. Le Premier Ordre est informé du plan de la Résistance et commence la destruction des navettes. Holdo à bord du croiseur se sacrifie pour sauver les résistants.
Sur Crait, Leia, Poe, Finn et Rose organisent la défense de la base avant l'arrivée des renforts. Avec une dizaine de speeders, Poe, Finn et Rose tentent de détruire les TR-TT. Les chasseurs TIE attaquent les hommes au sol et les speeders. La Résistance subit de lourdes pertes mais est sauvée par l'arrivée du Faucon Millenium, qui se charge d'attirer les chasseurs loin des speeders. Malgré son arrivée, la Résistance perd et aucun allié n'a répondu à son appel. A ce moment là, le jedi Luke Skywalker arrive pour se dresser face au Premier Ordre. Luke affronte Kylo Ren pendant que les survivants sont sauvés par Rey et emmenés à bord du Faucon, qui parvient à quitter Crait.

### 35: Bataille d'Exegol
Le Premier Ordre et la Résistance apprennent la résurrection de Dark Sidious. 
Grâce à l'Orienteur Sith de Vador, Kylo Ren se rend à Exegol, où il trouve Palpatine et comprend qu'il dirige depuis le début le Premier Ordre et a créé Snoke. Rey récupère l'Orienteur Sith, dans le chasseur de Kylo Ren, et se rend à Exegol, guidant toute la Résistance vers les forces du Dernier Ordre.
La bataille qui s'ensuit cause la fin définitive du successeur de l'Empire et du Premier Ordre, et scelle la victoire de la Résistance. Palpatine y trouve la mort, vaincu par sa petite-fille devenue chevalier Jedi Rey, tout comme Kylo Ren, revenu dans le Côté Lumineux. La fin des neuf épisodes la « saga Skywalker» voit la Jedi  Rey revenir sur Tatooine, y enterrer les sabres lasers de Luke et de Leia, brandir celui qu'elle s'est construit à partir de son bâton de combat, et répondre à une vieille femme qui lui demande qui elle est et ce qu'elle fait là, qu'elle s'appelle « Rey Skywalker ».

## Chronologie de l'universLégendes
Cette chronologie est tirée des œuvres de l'univers étendu ayant l'appellation Star Wars Légendes, c'est-à-dire celles qui ne font plus partie du « canon officiel » de la saga.

### Avant -25 000: Pré-République
Entre 100 000 et 30 000 av. BY, un peuple dont peu de choses sont connues, les Célestes, aussi appelés Architectes, aurait été à l'origine de nombreuses machines abandonnées dans l'espace. Il se trouve que les Célestes semblent avoir été un frein au développement et à l'expansion de plusieurs civilisations.
En effet, plusieurs peuples commencent alors à tenter de coloniser des zones à l'échelle galactique. Les Gree relient leurs colonies par des portails hyperspatiaux. Les Columni, étant parmi les premiers explorateurs de la Galaxie, ont atteint Coruscant et Duro alors que ces mondes étaient habités par des peuples qu'ils jugeaient primitifs, mais les Columni stoppent leur développement soudainement, probablement pour éviter un conflit avec les Célestes. De même, les Sharu, à leur apogée, décident d'abandonner leurs technologies et leurs savoirs pour ne pas attirer l'attention des Célestes. Originaires d'Alderaan, les Killiks sont asservis par les Célestes qui les dispersent dans toute la galaxie, mais, vers 30 000 av. BY, ils disparaissent presque complètement, peut-être à cause des Célestes ; les rares survivants et leurs descendants vivent dans les Régions inconnues.
Vers -30 000, des civilisations comme les Killiks limitent leur développement par crainte des Célestes. Dans le même temps, l'Empire infini rakata apparaît à la suite de la diminution de l'influence des Célestes. Les Rakata prennent le contrôle de divers systèmes de la galaxie, comme Korriban en -27 700. L'hyperespace commence cependant à être découvert par les Duros vers -27 000. L'Empire s'effondre en -25 200 à cause de révoltes des peuples asservis par les Rakata.
De -25 127 à -25 096, l'empire de Xer, au Nord-Est galactique, est agrandi par Xim jusqu'à déboucher sur une guerre contre les Hutts de -25 102 à -25 096.

### De -25 000 à -5 000: Expansion pacifique de la République
La République galactique est fondée en -25 000 dans les Mondes du Noyau à partir d'une Constitution galactique. Sont alors aussi ouvertes la Route commerciale perlemienne et la Passe corellienne, les deux principales routes hyperspatiales.
En -22 800, les Jedi découvrent la planète riche en cristaux qu'ils exploiteront pendant plusieurs millénaires, Ilum. Vers -19 000, Kamino subit un changement climatique brutal qui fait fondre les glaciers et forme un océan recouvrant toute la planète.  Dès environ -15 000, les Neimodiens, issus des Duros, sont considérés comme assez différents de leurs ancêtres pour former une espèce à part entière. En -10 000, Ryloth, ainsi qu'en -8 000, Malastare rejoignent la République. Vers environ -7 000, le peuple dirigé par Mandalore le Premier s'installe dans une planète alors renommée Mandalore. Mygeeto est découverte en -6 740. En -5 300, les Jedi installent une académie à Mustafar. Vers -5 000, Csilla commence à vivre une ère glaciaire, ce qui modifie le mode de vie des Chiss.
Un groupe de Jedi noirs exilés conquiert les Sith de Korriban, un peuple sensible au Côté obscur de la Force, puis reprend leurs traditions pour fonder, en 6 900 av. BY, l'ordre Sith,.

### De -5 000 à -1 001: Guerres Sith
En -5 000, la Grande Guerre de l'Hyperespace oppose un Empire Sith centré sur les planètes Korriban et Ziost, à la République Galactique, incluant les Jedi.
De -4 000 à -3 996, les Sith reviennent, alliés aux Mandaloriens, durant la Guerre Sith. Mustafar notamment est marquée la dernière année de cette guerre, devenant une planète volcanique. Cette guerre aussi est une défaite Sith, malgré l'attaque d'Ossus qui force les Jedi à délocaliser leur temple vers Coruscant.
Les Guerres Mandaloriennes de -3 976 à -3 960 opposent Mandalore à la République. Elle est suivie par la vengeance Sith contre la République en -3 959, c'est la Seconde Guerre Sith, ou Guerre Civile Jedi, avec Revan dirigeant l'Empire Sith. Elle s'achève en -3 956. L'Empire Sith, après avoir perdu Dark Revan puis Dark Malak, est dirigé par le Triumvirat Sith, formé de Dark Sion, Dark Nihilus et Dark Traya. Ce trio est éliminé en -3 951 par l'Exilée, Jedi, bien qu'une paix ait été érigée entre République et Sith par le Traité de Coruscant de -3 653.
La Voie Hydienne est formée vers -3 700 par Freia Kallea. En -3 000, des conflits entre les Boss Gungan ont abouti à la formation d'un gouvernement Gungan uni à Otoh Gunga.
Vers -2 000, les Sith reviennent une énième fois pour les Nouvelles Guerres Sith, notamment avec le basculement de Phanius dans le Côté Obscur, où il prend le nom de Dark Ruin. En -1 750, Dark Underlord devient le nouveau dirigeant de l'Empire Sith. Le conflit se poursuit, après divers décès comme celui d'Underlord entre-temps. La bataille de Mizra de -1 466 est l'une des principales victoires Sith, alors que jusque là la République avait le dessus. En -1 010, Kaan devient le nouveau chef des Sith. Il prend rapidement Korriban et y installe une académie Sith. En -1 004, il entame une nouvelle guerre, qui se termine en -1 001 avec la bataille de Ruusan, qui l'oppose à l'armée de la République dirigée par Hoth. Le seul Sith survivant est alors Dark Bane, qui établit la Règle des Deux.

### De -1 001 à -32: Nouvelle ère de paix
Durant près d'un millénaire, la galaxie ne connaît aucune guerre Sith, ceux-ci se cachant. Dark Bane se rend alors à Lehon, monde d'origine des Rakata, en l'an -1 000.
Csilla est dès -1 000 la capitale de l'Ascendance Chiss.
Une Jedi exilée crée en -600 l'organisation connue sous le nom de Sœurs de la Nuit. La Fédération du Commerce est créée quant à elle en -350. En -312, le Roi de Corellia, Berethron e Solo, met un terme à la monarchie corellienne. En -100, des mineurs s'installent à Tatooine, l'exploitation minière ne devenant cependant jamais une importante activité de la planète. Les Hutts en prennent le contrôle en -65.
En -124, les territoires en Bordure sont reconnues non-taxées par la République galactique. En -52, le plan de retour des Sith s'amorce avec l'arrivée de Palpatine comme nouveau Sénateur de Naboo. Il lance notamment son plan à partir de la décision de taxation des routes de la Bordure, une réforme qui ne convient pas à la Fédération du Commerce, qui échouera à instaurer un blocus sur Naboo. Dès lors, la survie des Sith est révélée à la Galaxie. Dark Sidious, alias Palpatine, choisit ce moment pour tuer son maître Dark Plagueis. 

### De -32 à -19: La chute de la République
En -31, Anakin et Obi-Wan, puis Tarkin, viennent à Zonama Sekot. Le Commandant Tarkin orchestre un bombardement de la planète, qui entre alors dans l'hyperespace. 
La Guerre des Clones entre la République et la CSI, dont la Fédération du Commerce, éclate en -22. Certaines planètes de la République, notamment Brentaal en -21, quittent alors la République. 
Elle débouche en -19 sur la proclamation de l'Empire galactique, seul Empire Sith vainqueur de la République, puisqu'il est formé dessus, et sur l'Ordre 66 et le début de la purge Jedi.

### De -19 à 4: Empire galactique et Guerre Civile Galactique
Pendant deux décennies, l'Empire enchaîne les crimes, de la construction de l'asservissement des Wookies à l'attaque de Mon Cala.
Des contrebandiers s'enrichissent pendant ce temps. En -4, Lando Calrissian obtient le Faucon Millenium tandis que dès -14 Han Solo commence à se faire connaître.
La Guerre Civile Galactique oppose dès -2 l'Empire à l'Alliance Rebelle, formée d'opposants à ce régime. Elle enchaîne plusieurs dizaines de batailles. Vers l'an 0, Fondor est nationalisé par l'Empire pour produire des Super Destroyers. Après la bataille d'Endor de 4, le reste de la flotte impériale, dirigé dès lors par Pellaeon, fuit vers Annaj, principale planète du secteur Moddell, celui d'Endor.

### De 4 à 19: Lutte des Vestiges de l'Empire
Les Ssi-Runk et les Nagai, venus du Sud-Ouest de la galaxie, arrivent en 4, mais sont repoussés rapidement. L'Empire est fragmenté en puissances moyennes centralisées dans des planètes comme Eriadu ou Mygeeto. De l'an 4 à l'an 6, ils perdent beaucoup de territoires face à la Nouvelle République proclamée en 4.
Certains fragments prennent tout de même une grande importance. De 7 à 8, Zsinj effectue d'importantes conquêtes, mais il s'effondre à sa mort. En 9, Thrawn prend tout le Nord de la Galaxie. L'Alignement Pentastar de 4 à 12 est un autre fragment conséquent. Palpatine revient aussi sous forme de clone de 10 à 11 et fonde son Empire. Tous s'effondrent à un moment ou à un autre. La Guerre Civile Galactique est totalement terminée en 19.

### Après 19: Nouveaux dangers pour la Galaxie
L'invasion Yuuzhan Vong, venue d'une autre galaxie, commence en 25. Ce peuple prend rapidement plusieurs systèmes de la Galaxie lors de conflits meurtriers ; à Sernpidal, par exemple, le héros Chewbacca décède lors d'une de ces attaques. Dès cette première année, les Hutts établissent un traité de paix avec l'envahisseur. Dès 26, les Vong se mettent à tenter d'éliminer les Jedi. L'académie de Yavin IV est alors évacuée. En 27, Coruscant est prise avec le reste des Mondes du Noyau. Dès 28, la Nouvelle République prend l'avantage avec des victoires inattendues comme celle d'Ylesia dans l'Espace Hutt. La République est renommée à la suite de cette victoire Fédération Galactique des Alliances Libres. En 29, la guerre contre les Vong s'achèvent et ceux-ci sont installés à Zonama Sekot.
Une Nouvelle Guerre Civile Galactique a lieu de 40 à 41 et oppose un Empire Galactique basé sur l'Alignement Pentastar à l'Alliance Galactique.
Environ un siècle plus tard, les Sith sont de retour à découvert dès 128 avec Dark Krayt, qui assiste l'Empire de Roan Fel, dominant la Galaxie. En 130, Krayt se couronne Empereur et chasse Roan. Ce dernier fonde son Empire en Exil et s'allie aux vestiges de l'Alliance Galactique qui s'est récemment rendue face à l'Empire.